# Lev Skrbenský z Hříště
Lev Skrbenský z Hříště (ur. 12 czerwca 1863 w Hukovicach, zm. 24 grudnia 1938 w Horní Dlouhé Loučce) – arcybiskup praski w latach 1899–1916, następnie arcybiskup ołomuniecki w latach 1916–1920.

## Życiorys
Wywodził się ze szlacheckiej rodziny Skrbeńskich z Hrziszcza. Święcenia kapłańskie przyjął w 1889. 15 kwietnia 1901, w wieku 38 lat, mianowany kardynałem z tytułem Santo Stefano al Monte Celio. Od tego czasu nikt nie został kardynałem w tak młodym wieku. Brał udział w konklawe w 1903 i 1914, z uwagi na stan zdrowia nie wziął udziału w konklawe w 1922. Przez dziesięć lat jako kardynał prezbiter o najdłuższym stażu kardynalskim, był protoprezbiterem; a od 1930, po śmierci Vincenza Vannutellego był ostatnim kardynałem mianowanym przez papieża Leona XIII.
Na okres jego posługi przypadły konflikty narodowościowe, w związku z coraz silniejszymi dążeniami Czechów do niepodległości. Sam miał opinię nastawionego proaustriacko arystokraty, działającego w myśl życzeń dworu cesarskiego w Wiedniu. Dlatego też po powstaniu Czechosłowacji w 1918 r. nie cieszył się uznaniem społeczeństwa. Z uwagi na to w 1920 na własną prośbę przeszedł na emeryturę.